# Anjanette Kirkland
Anjanette Kirkland (Estados Unidos, 24 de febrero de 1974) es una atleta estadounidense, especialista en la prueba de 100 m vallas, en la que ha logrado ser campeona mundial en 2001.

## Carrera deportiva
En el Mundial de Edmonton 2001 ganó la medalla de oro en los 100 metros vallas, con un tiempo de 12.42 segundos, llegando a la meta por delante de su compatriota la atleta estadounidense Gail Devers y de la kazaja Olga Shishigina.